# 车站街道 (绥棱县)
车站街道，是中华人民共和国黑龙江省绥化市绥棱县下辖的一个乡镇级行政单位。车站街道成立于2016年3月，由原绥棱镇城区部分地区析置设立，辖区范围东至西城路、西至铁西路、南至繁盛大街、北至南林街。辖区总面积为2.9平方公里。

## 行政区划
截至2023年，车站街道下辖1个社区：
车站社区